# Raymond Callemin

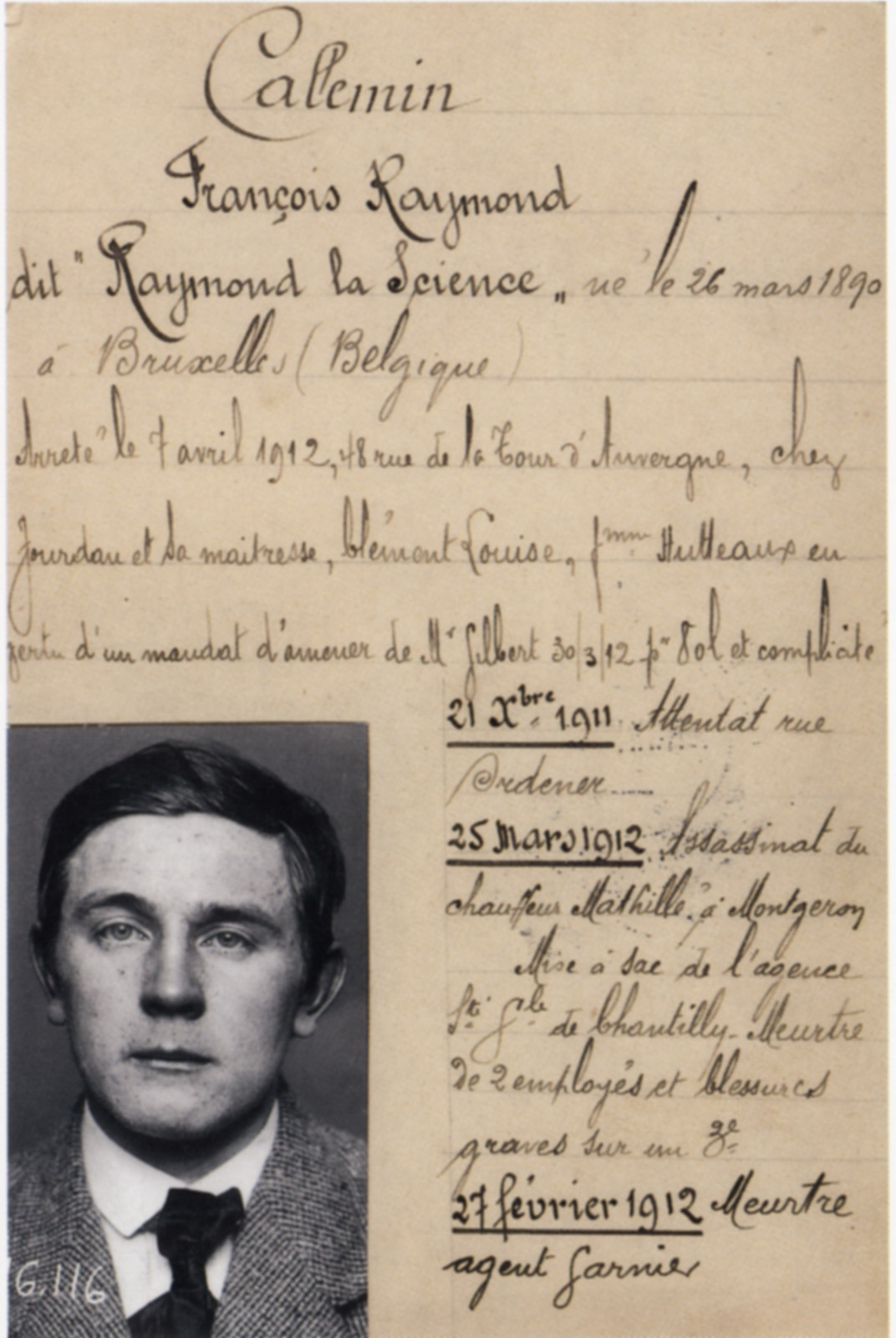
Strona tytułowa z policyjnej kartoteki Callemina

Raymond Callemin, pseud. Raymond la Science (ur. 26 marca 1890 w Brukseli, zm. 21 kwietnia 1913 w Paryżu) – belgijski anarchista illegalista, jeden z przywódców gangu Bonnota.

## Życiorys

### Wczesna działalność
Pochodził z mieszanej rodziny francusko-rosyjskiej. Jako jeden z nielicznych z grona późniejszych członków gangu Bonnota ukończył szkołę średnią. Utrzymywał się z dorywczych prac o różnym charakterze, wreszcie zaczął trudnić się kradzieżami automobili. W czasie jednej z kradzieży ciężko zranił policjanta z broni palnej, co zmusiło go do ucieczki z Belgii do Francji. W Romainville zetknął się ze środowiskiem anarchoindywidualistów skupionych wokół pisma Anarchia i zamieszkał razem z nimi w komunie.
Razem z Octave Garnierem był pomysłodawcą założenia grupy illegalistycznej, której głównym celem byłaby dezorganizacja życia publicznego poprzez dokonywanie przestępstw, głównie efektownych kradzieży samochodów oraz napadów na banki i konwoje z pieniędzmi. Stał się głównym ideologiem grupy, a także wprowadził do niej Jules'a Bonnota, jej późniejszego faktycznego przywódcę.

### Gang Bonnota
Uczestniczył w serii napadów na banki i konwoje oraz w kradzieżach automobili, najprawdopodobniej dokonał również co najmniej jednego zabójstwa. Został aresztowany w kwietniu 1912 razem ze swoją kochanką, anarchistką Louise Dieudonné, najprawdopodobniej na skutek zdrady jednego z członków gangu.
W procesie gangu, wobec faktu, że jego faktyczni liderzy zginęli w strzelaninach z policją, Callemin został przedstawiony jako główny szef grupy. Przyznał się do wszystkich zarzucanych mu czynów i odmówił złożenia prośby o ułaskawienie po usłyszeniu wyroku śmierci. Został zgilotynowany 21 kwietnia 1913 w więzieniu La Santé.